# Birgit Palzkill
Birgit Palzkill (Aquisgrana, 17 luglio 1952) è un'ex cestista ed ex pesista tedesca.

## Carriera
Con la Germania Ovest ha disputato tre edizioni dei Campionati europei (1974, 1976, 1978).